# Luciana Abreu
Luciana de Abreu Sodré Costa Real, conosciuta semplicemente come Luciana Abreu (Massarelos, 25 maggio 1985), è una cantante, attrice e conduttrice televisiva portoghese.

## Biografia
Luciana Abreu è salita alla ribalta nel 2004 con la sua partecipazione alla seconda edizione del talent show Ídolos, dove è arrivata sesta. RTP l'ha scelta per rappresentare il Portogallo all'Eurovision Song Contest 2005 come parte del duo 2B insieme a Rui Drumond, non qualificandosi per la finale. Nel 2009 si è ricandidata per l'Eurovision partecipando al Festival da Canção, dove si è classificata terza.
Nel 2006 ha recitato come protagonista nella telenovela Floribella, della quale ha anche registrato quattro colonne sonore. La prima ha trascorso 12 settimane alla prima posizione della classifica portoghese, mentre la seconda è rimasta in vetta per quattro settimane. Nel 2008 ha presentato un programma per bambini chiamato Lucy; la colonna sonora ha raggiunto l'8ª posizione in classifica. Il primo album della cantante come se stessa, pubblicato nel 2017, ha debuttato alla 21ª posizione.
Ha avuto quattro figlie da due brevi matrimoni finiti col divorzio: dal calciatore Yannick Djaló ha avuto Lyanni e Lyoncé, da una guida turistica le gemelle Amoor e Valentine.

## Discografia

### Album in studio
- 2017 – Luciana Abreu

### Colonne sonore
- 2006 – Floribella
- 2006 – Floribella: o melhor Natal
- 2007 – Floribella II
- 2008 – O melhor do mundo
- 2008 – Lucy

### EP
- 2018 – Vivi um milagre

### Singoli
- 2015 – Dói demais
- 2017 – Tu e eu (feat. Daniel Santacruz)
- 2017 – El camarón
- 2017 – Deep Blue Love
- 2018 – Pula pula (con DJ Maci)
- 2018 – Samurai
- 2019 – Suda suda
- 2019 – Tu me matas
- 2019 – Palavras que nunca te disse

## Filmografia
- Floribella, serie TV (2006-2008)
- Perfeito coração, serie TV (2009-2010)
- Louco amor, serie TV (2012-2013)
- Sol de inverno, serie TV (2013-2014)
- Coração d'ouro, serie TV (2015-2016)
- Alisa sabe o que fazer!, serie TV (2015-2016)
- Espelho d'água, serie TV (2017-2018)
- Malapata, regia di Diogo Morgado (2017)